# Movimiento de Liberación Nacional Mapuche
El Movimiento de Liberación Nacional Mapuche (acortado comúnmente como LNM o Liberación Nacional Mapuche) es un grupo armado indigenista mapuche que opera tanto en Chile como en Argentina. El propósito del grupo es el de luchar por la creación de una "nación mapuche independiente" utilizando lucha armada, la que califican como "autodefensa", producto de la "violencia gubernamental sufrida en todos estos años".

## Antecedentes
El conflicto mapuche sufrió una importante escalada de violencia desde el año 2016, cuando múltiples iglesias y centros religiosos fueron incendiados por células mapuche. La mayoría de los ataques son atentados incendiarios a la propiedad privada en sectores rurales o predios de producción agroforestal, viéndose aumentados en su frecuencia y radicalizando el tipo de ataques a partir de 2020, que con anterioridad eran atentados en su mayoría durante la noche y en predios sin moradores y pasando a perpetrarse asaltos en grupos de encapuchados, fuertemente armados, a cualquier hora del día, quienes efectúan disparos y atracando a personas, provocado incluso la muerte tanto de civiles como también de efectivos policiales de Carabineros de Chile y de la Policía de Investigaciones de Chile.
También se han visto afectadas por incendios intencionales escuelas rurales e incluso instalaciones de Carabineros.
El Presidente Sebastián Piñera calificó los hechos en febrero de 2021 como parte de una «oleada de violencia», instando a lograr un «gran acuerdo nacional» para frenar el recrudecimiento de los actos terroristas en la denominada «Macrozona Sur».

## Actividad armada

### Inicios (2019-2021)
Si bien el grupo apareció de manera pública en 2021, empezó su actividad armada dos años antes. A pesar de tener una corta existencía, el LNM ha perpetrado más de 20 ataques de alto impacto por medio de sus "cuadros operativos". El primer ataque del grupo tuvo lugar el 9 de octubre de 2019, cuando miembros del LNM atacaron el fundo Miraflores, Lautaro, incendiando 3 máquinas forestales que contaban con protección policial. En el lugar fueron hallados panfletos relacionados con la causa mapuche.
No fue hasta el 23 de julio de 2020 cuando una casa patronal y una bodega localizadas en la comuna de Lautaro, fueron incendiadas por guerrilleros del LNM y dejando panfletos alusivos a la causa mapuche en el lugar de los hechos. Meses después, militantes volvieron a atacar el fundo Miraflores, localizado en la comuna de Lautaro, dejando incendiado cuatro máquinas forestales, y tres camiones. El 27 de noviembre, guerrilleros del LNM volvieron a atacar, ahora en la ciudad de  Labranza, Temuco, incendiando dos casas piloto, y una sala de venta y un estudio. El equipo dañado pertenecía a la empresa constructora inmobiliaria Socovesa, que trabajaba en el proyecto llamado Valle Santamaria.

#### Escalada de ataques (2021-presente)
Sujetos encapuchados incendiaron dos cabañas, una oficina y un camión destruidos pertenecientes a la empresa de piscicultura Cermaq, esto en la comuna de Vilcún, ocurrido el 28 de enero. El mismo día es incendiado  un camión forestal perteneciente a forestal Mininco, esto en la carretera Vilcun-Lautaro, km. 30.
No fue hasta el 19 de febrero cuando militantes del LNM incendiaron diecisiete máquinas y camiones pertenecientes a la constructora transnacional Pleange, e inmobiliaria Terranova. El ataque ocurrió en el fundo El Carmen, lugar donde se construía un condominio, y según vecinos se llegó a escuchar disparos de armas de fuego. Tres días después es atacado otra vez fundo Miraflores, dejando incendiado una casa patronal, un cobertizo y un vehículo.
El 29 de abril, es incendiado un camión forestal en la carretera Labranza-La Imperial.
El 3 de mayo es atacado el fundo El Vergel, esto en la comuna de Vilcún, destruyendo dos casas patronales. Los propietarios del fundo demandaron al cuerpo de Carabineros por la falta de protección, esto por la poca seguridad brindada, incluso teniendo como antecedentes dos ataques realizados con anterioridad. 
Guerrilleros del LNM incendiaron tres camiones tolva, un cargador frontal, una excavadora, dos contenedores destruidos, ocurriendo horas después del asesinato del comunero mapuche Pablo Marchant ocurrido el 10 de julio. Al día siguiente cuatro máquinas forestales y una camioneta fueron incendiadas en el fundo Santa Rosalía, Panguipulli, Región de Los Ríos. En el lugar del ataque se encontraron panfletos relacionados con la muerte de Pablo Marchant.
No fue sino hasta el 10 de agosto que militantes incendiaron tres retroexcavadoras forestales, dos camiones forestales, una garita de seguridad, y un contenedor perteneciente a Forestal Mininco, en la comuna de Loncoche, en la Región de La Araucanía. Un mes después (3 de septiembre) son incendiadas tres máquinas forestales, dos contenedores, y una camioneta en el fundo Santa Trinidad, Panguipulli. El mismo día, militantes incendiaron 12 camiones, maquinaria y un cobertizo en una propiedad perteneciente a una empresa de áridos en Nueva Imperial. Seis días después tres máquinas y un camión forestal fueron incendiados en el fundo Forestal Barra, sector el ex refugio El Llaima, comuna de Vilcún.
Cerca de un mes después (20 de octubre), una retroexcavadora, y un contenedor en el fundo El Mansun, General López, en Vilcún. En el lugar del ataque se halló un panfleto exigiendo la salida de militares de la región. Ocho días después, guerrilleros armados incendiaron un camión Forestal Forestal Arauco. Algunos días después, el 4 de noviembre dos retroexcavadores, un camión aljibe, un generador, un contenedor, y una excavadora fueron incendiados, siendo el ataque en memoria del comunero, Yordan Yempi. Al día siguiente militantes atacaron una escuela rural perteneciente a la Corporación Nacional Forestal. No fue hasta el 27 de noviembre del 2021 cuando el LNM publicó un comunicando clamando la seguidilla de ataques desde 2019.
El primer ataque del LNM en el año ocurrió el 15 de febrero, cuando guerrilleros irrumpieron, en un fundo perteneciente a la empresa Salgado, la cual tiene una relación laboral para Forestal Mininco, San José de la Mariquina, siendo uno de los ataques más serios en los últimos años. El ataque dejó como saldo 19 camiones forestales calcinados, y se abandonaron lienzos exigiendo la liberación de presos mapuche y la salida de las forestales de la zona.
No fue hasta el 24 de abril, cuando el LNM atacó el Fundo San Antonio, comuna de Perquenco, dejando destruidos una casa patronal, una bodega y una camioneta, llevándose consigó algunas armas y otro vehículo. Dos días después, atacaron otro terreno forestal incendiando un camión, un trineumatico, y una máquina retroexcavadora, y el 29 de abril en un camino entre La Paz y Molco, Loncoche, dejando incinerados tres camiones, una camioneta y maquinaria forestal. No fue hasta el 13 de junio que el LNM se adjudicó un atentado incendiario contra el fundo Nilpe, Galvarino, donde se desarrolla un proyecto frutícola del empresario y presidente de la CPC (Confederación de la Producción y Comercio) Juan Sutil, mencionando que el ataque es en respuesta a los comuneros mapuches asesinados en años anteriores, así como los diversos proyectos latifundistas en la región. El ataque dejó como saldo una casa 2 galpones, 2 tractores, 1 retroexcavadora y 2 vehículos incinerados. Otro ataque de alto impacto perpetrado por el LNM fue el realizado el 14 de octubre, sobre el fundo Catalayud (perteneciente a ua exconsejera regional), Perquenco que dejó como saldo una casona, varios bodegas y camionetas fueron totalmente incineradas. El LNM clamó que el atentado es en respuesta a la militarización de la Macrozona, así como reivindicar a los comuneros mapuche arrestados y muertos en combate.
Semanas después, miembros de LNM descarrilamiento de un tren de carga de la empresa Fepasa, ocasionando importantes daños materiales, esto en la comuna de Máfil, Región de Los Ríos. Días después, guerrilleros se adjudicaron la quema de tres máquinas de cosecha, esto en la comuna Lautaro, La Araucania.
No fue hasta el 15 de marzo de 2023, un grupo de siete encapuchados atacaron un fundo de áridos, dejando como saldo 5 camiones, un contenedor, una camioneta y un cargador frontal quemados, esto en el fundo San Jorge, Perquenco. Cuatro días después guerrilleros de LNM atacaron la empresa de piscicultura Dalcahue en sector San Pedro, Vilcún. El ataque dejó como saldo 2 cabañas 2 oficinas 2 galpones, un casino y varios generadores eléctricos incendiados.

## Símbolos
El LNM usa como símbolos la estrella mapuche de 8 puntas wüṉyelfe, debajo un fusil AK-47 en un fondo negro, y debajo de esta el nombre "Movimiento de Liberación Nacional Mapuche", ocasionalmente encontrada en el sitio que sus "cuadros operativos" realizaron algún atentado.